# Marauders
Marauders es una película estadounidense de 2016 de temática crimen dirigida por Steven C. Miller y escrita por Michael Cody y Chris Sivertson. La película está protagonizada por Christopher Meloni, Bruce Willis, Dave Bautista y Adrian Grenier. Meloni interpreta a un agente del FBI que investiga una serie de brutales robos a bancos que parecen estar dirigidos personalmente a un despiadado director ejecutivo interpretado por Willis. Lionsgate Premiere estrenó la película el 1 de julio de 2016.

## Reparto
- Christopher Meloni como el agente especial Jonathan Montgomery
- Bruce Willis como Jeffrey Hubert
- Dave Bautista como el agente Stockwell
- Adrian Grenier como el agente especial Wells
- Texas Battle como Ranger TJ Jackson
- Johnathon Schaech como el detective Brian Mims
- Lydia Hull como la agente especial Lydia Chase
- Tyler Jon Olson como el detective Zach Derohan
- Christopher Rob Bowen como Bradley Teegan
- Danny A. Abeckaser como el detective Antonio Leon
- Richie Chance como el oficial de mando David Dagley
- Tara Holt como la reportera Vanessa Adler
- Carolyn Alise como Marta
- Chris Hill como James Jackson
- Jesse Pruett como Carl Bartender
- Charlotte Kirk como la recepcionista de Vanessa

## Producción
El 9 de septiembre de 2015, se anunció que Steven C. Miller dirigiría una película sobre robos a bancos, Marauders, basada en el guion de Michael Cody y Chris Sivertson. Bruce Willis, Christopher Meloni y Dave Bautista protagonizarían la película, que Emmett/Furla/Oasis Films financiarían y producirían, mientras que Lionsgate Premiere la estrenaría. Lydia Hull, Tyler Olson, Christopher Rob Bowen y Danny A. Abeckaser también protagonizarían la película. Randall Emmett y George Furla producirían a través de Emmett/Furla/Oasis Films junto con Joshua Harris y Rosie Charbonneau a través de 4th Wall Entertainment. El 25 de septiembre de 2015, Adrian Grenier se unió a la película.
El rodaje de la película comenzó el 25 de septiembre de 2015 en Cincinnati, Ohio. El rodaje del primer día tuvo lugar en el edificio Dixie Terminal. El 26 de septiembre de 2015 comenzó el rodaje en Stock Yard Bank & Trust, que se transformó en Hubert National Bank. El rodaje también tuvo lugar en el centro de Cincinnati y Over-the-Rhine hasta el 16 de octubrre.

## Estreno
Lionsgate Premiere estrenó la película el 1 de julio de 2017.